# Bárbol
Bárbol, llamado Treebeard («barba de árbol») en su versión original inglesa, o también Fangorn (cuyo significado es el mismo, pero traducido del sindarin), es un personaje ficticio que forma parte del legendarium creado por el escritor británico J. R. R. Tolkien y que aparece en su novela El Señor de los Anillos. 
Es un ent, un ser ficticio cuya forma corporal se asemeja a un árbol, guardián del bosque de Fangorn a finales de la Tercera Edad del Sol. Su primera aparición tiene lugar en el segundo tomo de la novela, Las dos torres, donde toma un importante papel en la derrota del mago Saruman, aliado del enemigo Sauron, y en la destrucción de su fortaleza, Isengard, junto a los hobbits Meriadoc "Merry" Brandigamo y Peregrin "Pippin" Tuk.
Mencionado por primera vez en una versión primitiva de La Comunidad del Anillo datada de finales de 1938, el personaje siguió haciendo breves apariciones en esbozos que J. R. R. Tolkien elaboraba a la hora de continuar la trama de la historia. En un principio fue planteado como un gigante malvado y no llegó a adquirir su forma definitiva hasta que el autor comenzó a escribir el capítulo que lleva su nombre en Las dos torres. Su forma de hablar está basada en la estruendosa voz del escritor C. S. Lewis, amigo de J. R. R. Tolkien.
Bárbol ha aparecido en varias adaptaciones de El Señor de los Anillos, entre las que se incluyen varios videojuegos, la película animada del director Ralph Bakshi (1978), las versiones radiofónicas de la BBC Radio (1955 y 1981) y la trilogía cinematográfica de Peter Jackson (2001, 2002, 2003). Su aparición también estaba programada en los primeros intentos que se realizaron para adaptar la novela al cine, como el proyecto escrito por Morton Grady Zimmerman (1957) o el proyectado por la empresa United Artists con John Boorman como director (años 1970).

## Descripción
El personaje de Bárbol es un ent, una raza fantástica creada por J. R. R. Tolkien y cuyos miembros tienen una forma corporal semejante a un árbol, aunque poseen capacidades humanas como las de pensar, hablar o andar. En El Señor de los Anillos es descrito como «muy robusto», con una altura de unos catorce pies y con la piel (o corteza) de color gris verdoso, unos brazos lisos y pardos, y unos pies de gran tamaño con siete dedos cada uno; su cabeza, también de un considerable tamaño, está encajada en los hombros y su cara es larga, con una abundante barba gris, ramosa en las raíces y mohosa en las puntas. Sus ojos, descritos como «lentos y solemnes, pero muy penetrantes», son de color castaño y están atravesados por una especie de luz verde.

«Uno hubiera dicho que había un pozo enorme detrás de los ojos, colmado de siglos de recuerdos y con una larga, lenta y sólida reflexión; pero en la superficie centelleaba el presente: como el sol que centellea en las hojas exteriores de un árbol enorme, o sobre las ondulaciones de un lago muy profundo. No lo sé, pero parecía algo que crecía de la tierra, o que quizá dormía y era a la vez raíz y hojas, tierra y cielo, y que hubiera despertado de pronto y te examinase con la misma lenta atención que había dedicado a sus propios asuntos interiores durante años interminables».
Peregrin Tuk en «Bárbol», El Señor de los Anillos de J. R. R. Tolkien.

Su voz, acompañada de constantes murmullos y sonidos retumbantes, es descrita «profunda como un instrumento de madera de voz muy grave». Según asegura Humphrey Carpenter en J. R. R. Tolkien, una biografía, el autor le explicó en alguna ocasión a Nevill Coghill, uno de sus compañeros del Exeter College de Oxford y del cenáculo conocido como los Inklings, que había basado la forma de hablar de Bárbol en la estruendosa voz de uno de sus mejores amigos: el también escritor C. S. Lewis. Además de éntico, el ent sabe hablar oestron y quenya, a la que considera «la más noble de las lenguas apresuradas», y como el resto de sus congéneres tarda mucho tiempo en tomar una decisión, pensando en todos los detalles hasta estar seguro.
Además de Bárbol, juego de palabras que proviene de la traducción de su nombre original en inglés (Treebeard: «barba de árbol»), también es llamado Fangorn, cuyo significado es el mismo pero traducido de la lengua élfica sindarin. No obstante, ninguno de ellos es su nombre verdadero y este no es mencionado en toda la novela, pues según el propio ent «llevaría mucho tiempo» dado que siempre crece y es como una historia. Durante la conversación que mantiene con Merry y Pippin en la sala del manantial, uno de sus hogares en el bosque de Fangorn, Bárbol dice ser uno de los ents más viejos que aún quedan con vida en la Tierra Media, junto con Zarcillo y Corteza, a finales de la Tercera Edad del Sol.

## Historia ficticia
El 29 de febrero del año 3019 de la Tercera Edad del Sol, durante la Guerra del Anillo, los hobbits Pippin y Merry entraron en el bosque de Fangorn escapando de las huestes orcas que los tenían capturados y se encontraron con Bárbol. Si bien en un principio el ent desconfiaba de ellos porque los hobbits no se encontraban en su lista de criaturas vivientes, al saber que eran amigos de Gandalf, descrito por Bárbol como «el único mago a quien realmente le importan los árboles», les dio cobijo en una de sus moradas en Fangorn, la sala del manantial.
Allí los hobbits le contaron algunas de las aventuras que habían vivido desde su salida de la Comarca y él a su vez les contó historias sobre su pasado, incluyendo la desaparición de las ents mujeres y de su amada Fimbrethil. Sin embargo, se enojó al recordar sus encuentros en Fangorn con el mago Saruman, quien en esos momentos estaba arrasando parte del bosque para alimentar los fuegos de su maquinaria. Entonces Bárbol decidió convocar a la cámara de los ents para convencer a éstos de que debían detener a Saruman y tras tres días de deliberación decidieron atacar la fortaleza de Isengard.
Bárbol fue hasta las puertas que guardaban el valle fortificado y llamó al mago, solicitándole su rendición; no obstante recibió como respuesta el ataque de los orcos, y los ents destruyeron las puertas y parte de las murallas, comenzando a atacar la torre de Orthanc, donde el mago se encontraba. Bárbol, temiendo por los suyos ante el encendido de la maquinaria de Saruman, y viendo como algunos de los suyos eran quemados por completo, ordenó que cesara el ataque. Los ents taponaron entonces el río Isen y por la noche soltaron los diques, de forma que el agua inundó el valle y apagó los fuegos. Tras alcanzar la victoria, Bárbol se encargó de la custodia de Saruman, quien se había encerrado en la torre; el lacayo de este, Gríma, llegó a Isengard al poco tiempo, y siguiendo las instrucciones de Gandalf, quien ya le había prevenido sobre él, Bárbol le obligó a acudir junto a su amo. No obstante, al no ser capaz de ver a un ser vivo encerrado, el ent acabó dejando marchar a ambos, asegurándose de que Saruman cerraba Orthanc y le entregaba la llave para devolvérsela a su propietario, el rey de Gondor.

## Creación y desarrollo
J. R. R. Tolkien hace referencia a Bárbol por primera vez en una de las versiones que escribió sobre la llegada a Rivendel de Frodo Bolsón y los hobbits, datada de finales de 1938. En esos momentos el capítulo llevaba como título «El Concilio de Elrond», aunque el fragmento en el que aparece nombrado Bárbol corresponde en la versión publicada de La Comunidad del Anillo a «Muchos encuentros». En él Gandalf le cuenta a Frodo que el motivo de su retraso fue su cautiverio por parte del gigante Bárbol en el bosque de Fangorn, en vez de haber sido encerrado por Saruman en lo alto de la torre de Orthanc como narra la versión definitiva.

«Me capturaron en Fangorn y el gigante Bárbol me tuvo cautivo por muchos y fatigosos días. Fueron días de gran desesperación».
Gandalf.

La primera descripción del gigante Bárbol aparece en un manuscrito datado de finales de julio de 1939 y en el que Tolkien escribió, aparte de algunos versos de El cuento de Reeve, de Geoffrey Chaucer, que debía recitar en un espectáculo ofrecido por la Universidad de Oxford, un fragmento sobre el encuentro de Frodo y Bárbol en el bosque de Neldoreth. El aspecto de cuento infantil que ofrece dicho fragmento era parecido al de El hobbit, pues describe el bosque como un jardín formado por flores gigantes cuyos tallos parecían troncos a los ojos de Frodo; de la misma forma la pierna del gigante es confundida por el hobbit con un roble. Tolkien aún concibe a Bárbol como malvado, pues, aunque se muestra simpático, especifica al margen que está engañando a Frodo y que en realidad está aliado con el enemigo. Poco después, en un esbozo sobre los acontecimientos que trataría en los siguientes capítulos, Tolkien cambiaría de nuevo la ubicación de esta escena a Fangorn, situado por entonces entre las Montañas Blancas y el río Anduin.
Tras escribir la primera versión de «El Concilio de Elrond», esta vez el capítulo definitivo y no el que pasaría a llamarse «Muchos encuentros», Tolkien elaboró un nuevo esbozo sobre los acontecimientos posteriores. En él Bárbol pasa a ser bueno y comienza a tener aspecto de árbol, con la piel de corteza, cabello y barba de ramas y un vestido que parece una cota de malla de hojas. Se describe cómo encuentra a Frodo, separado del resto de la Compañía al ser capturados por el enemigo, y poco después a Sam, que se había quedado en el bosque buscando a su amigo, y como los gigantes-árboles atacan a los sitiadores de Ond (la futura Gondor) para liberar a la Compañía. De esta forma, en otoño de 1939, Tolkien elaboró un resumen del nuevo argumento que debía adoptar en lo referente al retraso de Gandalf y en él lo atribuía a los Jinetes Negros.
En varios esbozos posteriores se volvió a plantear el incluir a un Bárbol malvado como captor de Gandalf. En un boceto de la trama datado aproximadamente de verano de 1940 y en el que se incluyen acontecimientos hasta el final de la obra, Tolkien comenzó a desarrollar el encuentro de Merry y Pippin, quienes llegan a Fangorn tras haberse perdido buscando a Frodo y a Sam, con Bárbol; este, convertido definitivamente en un personaje bondadoso, decide llevar a los hobbits a Minas Tirith y participar en la batalla para romper el sitio que sufre la ciudad.
En unas notas anteriores a la composición del capítulo «Bárbol» y cuya datación es desconocida, Tolkien asienta algunas de las bases principales de la trama y convierte al personaje por primera vez en un ent, aunque aún no aparece nada sobre la cámara de los ents y la intención de detener a Saruman. El primer borrador del capítulo era prácticamente igual que la versión definitiva que aparece en Las dos torres, ya que los cambios que los diferencian fueron introducidos por Tolkien al copiar el capítulo a limpio. El autor admitiría más tarde, que una vez que llegó al capítulo, este se escribió por sí solo, sin una preparación previa y sin haberlo pensado.

## Interpretaciones
Varios autores han señalado que Tolkien utilizó al personaje de Bárbol para plasmar en El Señor de los Anillos sus pensamientos sobre temas como el medio ambiente y la industrialización, aunque, poco después de la publicación de la novela, este aseguró que el ent era «un personaje de mi historia, no yo». En J. R. R. Tolkien, una biografía, Humphrey Carpenter describe al personaje como la representación de «la última expresión del amor y el respeto» que el autor sentía por los árboles.
Matthew T. Dickerson y Jonathan Evans señalan en Ents, Elves, and Eriador: The Environmental Vision of J. R. R. Tolkien, que el pesar que muestra Bárbol ante la falta de preocupación, incluso entre los elfos, por la naturaleza, recoge en pocas palabras parte de la ética ambiental que el escritor propugna en El Señor de los Anillos y otras obras. Dickerson y Evans señalan también en su obra, al igual que Joseph Pearce en Tolkien: hombre y mito, que la antipatía que J. R. R. Tolkien sentía hacia la industrialización se muestra en la hostilidad de Bárbol hacia el mago Saruman en frases como «Tiene una mente de metal y ruedas y no le preocupan las cosas que crecen, excepto cuando puede utilizarlas en el momento».
En la comparación que Joseph Pearce hace de J. R. R. Tolkien y G. K. Chesterton en su obra, señala que ambos compartían el amor por la tradición y el tradicionalismo y que en El Señor de los Anillos es el personaje de Bárbol quien encarna estos valores.

## Adaptaciones a otros medios

### Cinematográficas

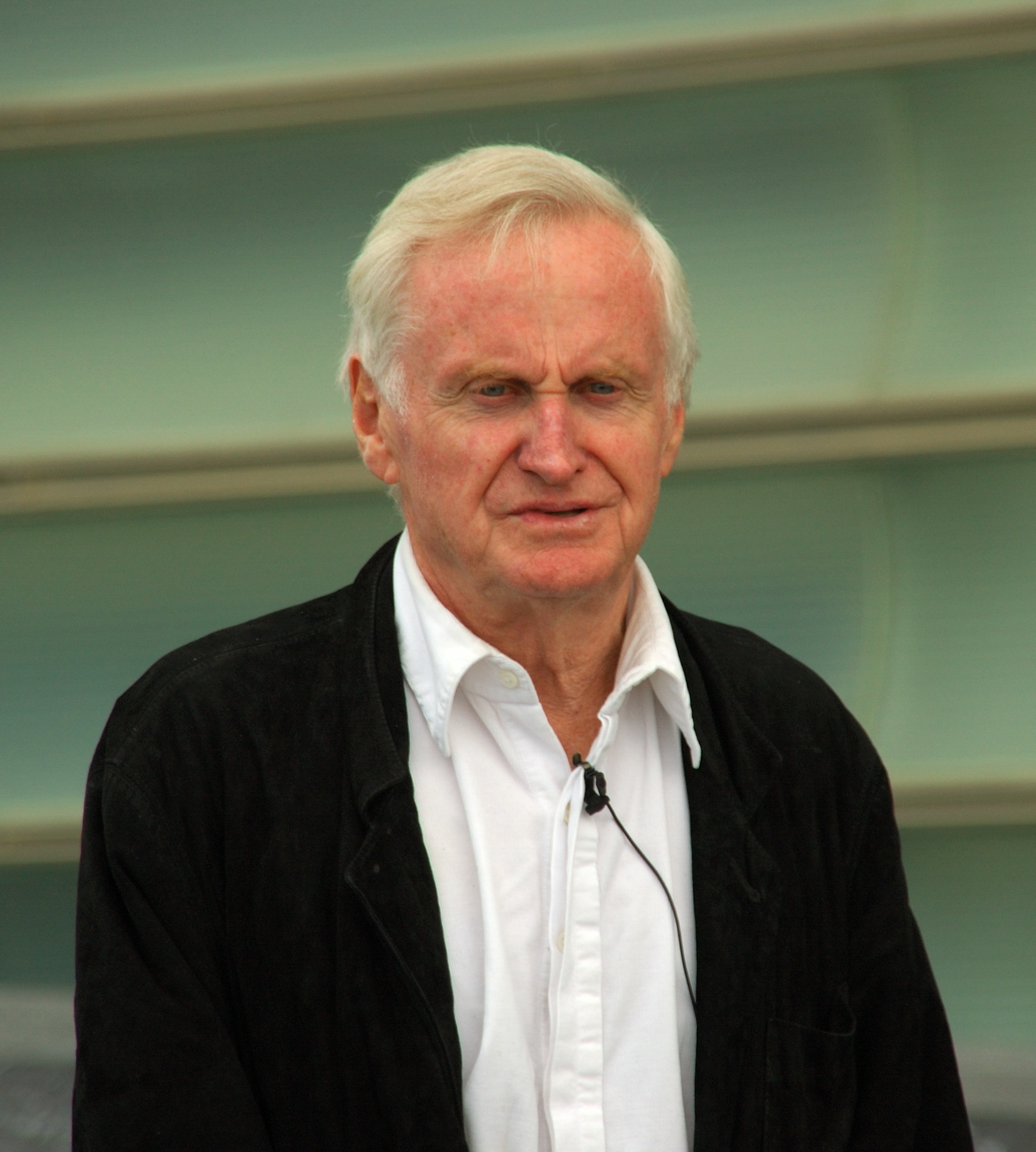
El cineasta John Boorman, cuyo proyecto para realizar una adaptación de El Señor de los Anillos fue suspendido debido a su alto coste.

En 1957, una compañía estadounidense propuso a J. R. R. Tolkien la realización de una versión en dibujos animados de El Señor de los Anillos. Si bien el autor dio su visto bueno a algunos de los bocetos elaborados para la película, el guion elaborado por Morton Grady Zimmerman incluía numerosas modificaciones en la historia, lo que provocó su indignación y finalmente la cancelación del proyecto. En una carta a Forrest J. Ackerman, agente de la compañía que se iba a encargar de la adaptación, Tolkien lamentaba el tratamiento dado al capítulo «Bárbol» y lo consideraba «un vislumbre de algo por completo ininteligible».
La empresa United Artists contrató al cineasta John Boorman para realizar una adaptación en imagen real a mediados de los años 1970, pero el coste de la película hizo que finalmente no se llevara a cabo. En el guion elaborado, el capítulo dedicado a Bárbol iba a ser narrado por el hobbit Merry Brandigamo como un flashback. El director Ralph Bakshi se puso al frente del proyecto y consiguió que la empresa distribuyera la película. Modificado el guion por Peter S. Beagle, Bakshi realizó una adaptación en formato de dibujos animados y rotoscopio en la que John Westbrook fue quien se encargó de prestar su voz al personaje de Bárbol.

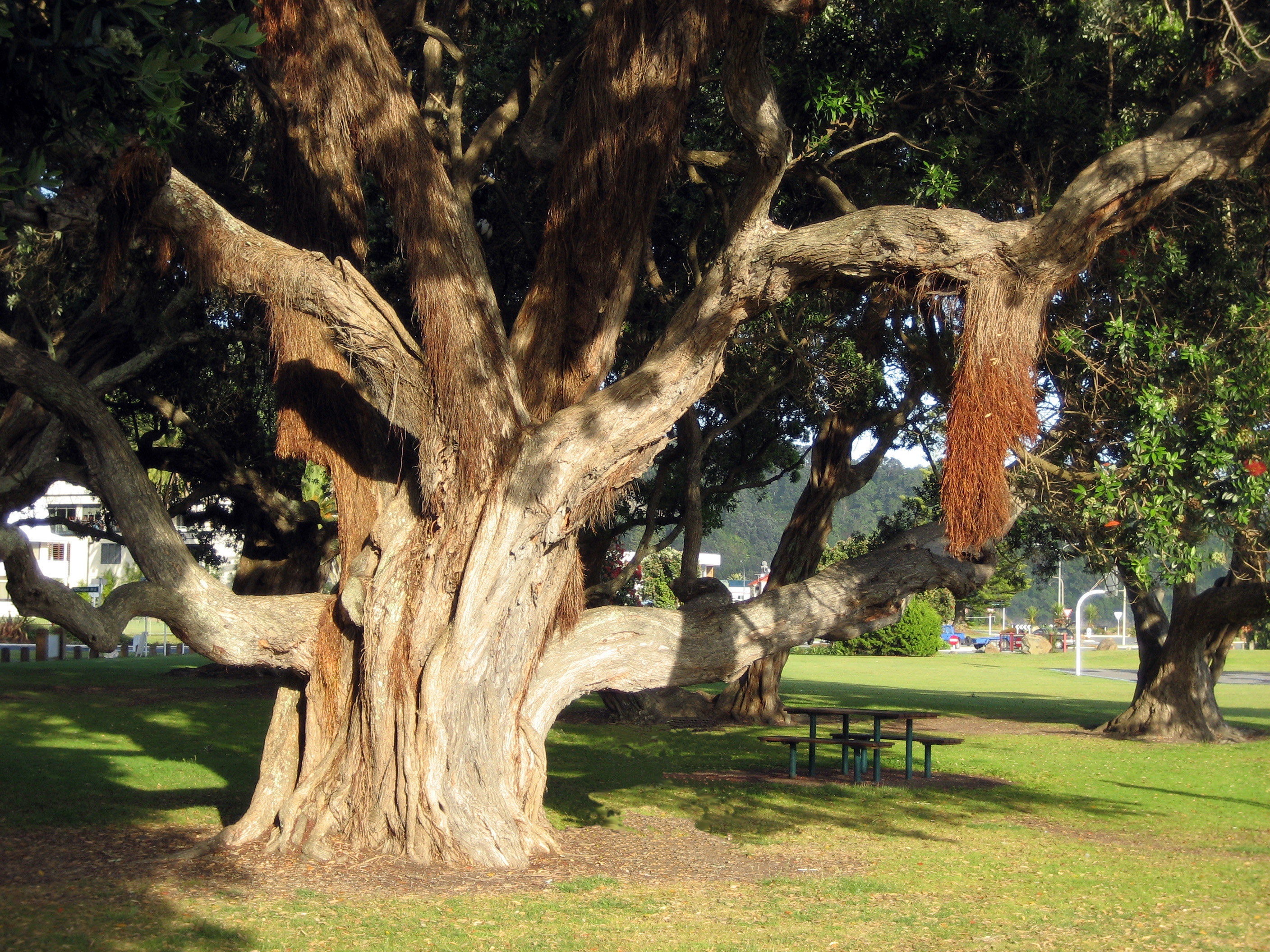
Daniel Falconer y Shaun Bolton, dos de los diseñadores de la trilogía cinematográfica de El Señor de los Anillos, esculpieron la cara de Bárbol mediante moldes sacados de un árbol pohutukawa.

Bárbol también aparece en dos de las películas que forman la trilogía cinematográfica de El Señor de los Anillos dirigida por el neozelandés Peter Jackson: Las dos torres (2002) y El retorno del Rey (2003). La empresa Weta Workshop, encargada del diseño de producción de la trilogía, comenzó a trabajar en Bárbol en 1998. Daniel Falconer, uno de los diseñadores y declarado seguidor de la obra de Tolkien desde niño, tenía en mente desde hacía tiempo la forma que debía tener el ent y el primer dibujo que realizó durante el primer día de trabajo centrado en el personaje fue el que Jackson escogió para marcar su línea de diseño. A partir de él realizaron varias modificaciones y esculpieron numerosas versiones de maquetas a pequeña escala de Bárbol hasta que Jackson aprobó el diseño definitivo.
Con el objetivo de que la imagen del personaje fuera rica en detalles en los planos cortos, el equipo de Weta realizó una marioneta a tamaño real de la parte superior de Bárbol. Falconer y Shaun Bolton se encargaron de esculpir su cara mediante moldes sacados de un árbol pohutukawa y Gino Acevero fabricó sus globos oculares, los cuales podían moverse a través de un control remoto; la barba fue hecha a partir de raíces de árboles, ramas y musgo. El resto del cuerpo fue esculpido sobre placas de corteza de uretano colocadas sobre una armadura interior que permitía el movimiento de las articulaciones por medio de pistones neumáticos. Debido a la dificultad que suponía articular el rostro de la marioneta, el equipo de Weta Digital, encargado de los efectos especiales de la trilogía, usó fondos de acción para cambiar la cara por una digital. Para ello realizaron un escáner de la cabeza de la marioneta y crearon un mecanismo de animación facial similar al que usaron con el personaje de Gollum.

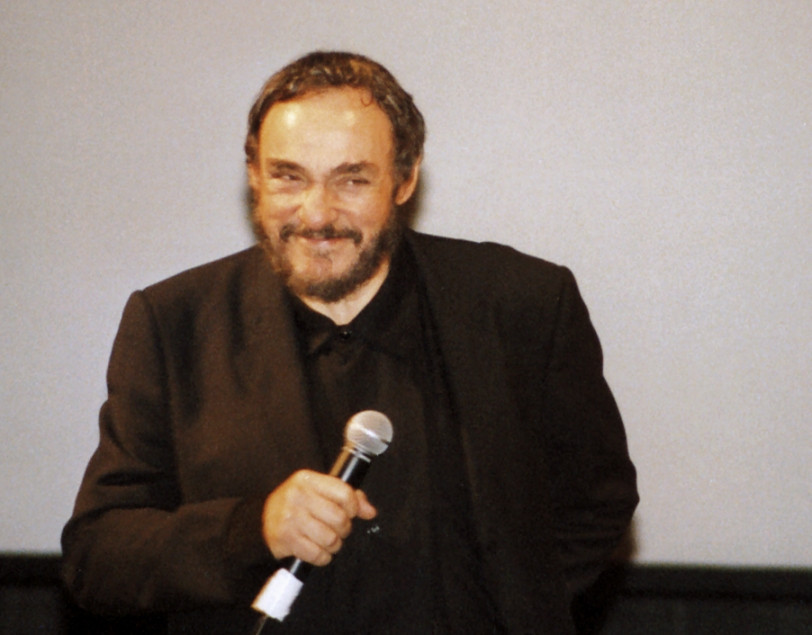
John Rhys-Davies, actor que presta su voz a Bárbol en la trilogía cinematográfica de El Señor de los Anillos dirigida por Peter Jackson.

Para la voz de Bárbol, de la que se ocupó el actor John Rhys-Davies, el equipo de sonido construyó una caja de madera de dos metros de alto y la acoplaron bafles dentro. En primer lugar, grabaron la voz de Rhys-Davies y la emitieron desde un lado de la caja para volver a grabarla desde el otro; de dicha forma, la voz resultante tenía una resonancia de madera tras haber rebotado contra ésta. En la versión traducida al español para España, realizada en los estudios de doblaje Sonoblok de Barcelona, José Antequera es el encargado de doblar a Bárbol, mientras que en la versión de Hispanoamérica, realizada en los estudios Dubbing de la Ciudad de México, es Maynardo Zavala quien presta su voz al personaje.
A diferencia de lo ocurrido en la novela, en la película Las dos torres la cámara de los ents decide no hacer frente a la amenaza que supone Saruman para Fangorn. No obstante, cuando Bárbol se dispone a llevar a Merry y Pippin fuera del bosque y ve la devastación causada por los orcos, quienes habían cortado numerosos árboles para que éstos sirvieran de combustible a las máquinas de Saruman, el ent grita lleno de ira y muchos ents acuden a la llamada, comenzando así el ataque a Isengard. Una de las escenas que aparece en la edición extendida del DVD de Las dos torres muestra como Bárbol salva a Merry y Pippin cuando son atrapados por un árbol en Fangorn. Dicha escena es un homenaje que los guionistas, Jackson, Fran Walsh y Philippa Boyens, quisieron rendir al personaje de Tom Bombadil ante las críticas surgidas por la desaparición de este en la primera entrega de la trilogía, La Comunidad del Anillo. Dicho árbol representa al viejo Hombre-Sauce y las palabras que pronuncia Bárbol son similares a las Bombadil en la novela.

### Radiofónicas y musicales
En agosto de 1952 J. R. R. Tolkien visitó a George Sayer en Worcestershire (Reino Unido) y juntos grabaron en cintas de audio varios registros magnetófonos de pasajes de la novela El hobbit y de los manuscritos aún por publicar de El Señor de los Anillos. En una carta escrita poco después y dirigida a su editor, Rayner Unwin, el autor aseguraba que sus mejores interpretaciones habían sido las de Gollum y Bárbol y le preguntaba si la BBC no podría estar interesada. Se desconoce si esta pregunta obtuvo respuesta, pero años después, en 1975, dichas cintas serían publicadas en forma de disco de larga duración.
La primera adaptación de El Señor de los Anillos se hizo para la radio entre los años 1955 y 1956, y consistía en un serial de doce episodios, todos ellos adaptados y producidos por Terence Tiller, que la BBC Radio emitió en Reino Unido y en el que Valentine Dyall prestó su voz a Bárbol. Años después, en 1981, la misma emisora emitió otro serial basado en la novela y en el que Stephen Thorne se encargó de prestar su voz al personaje.

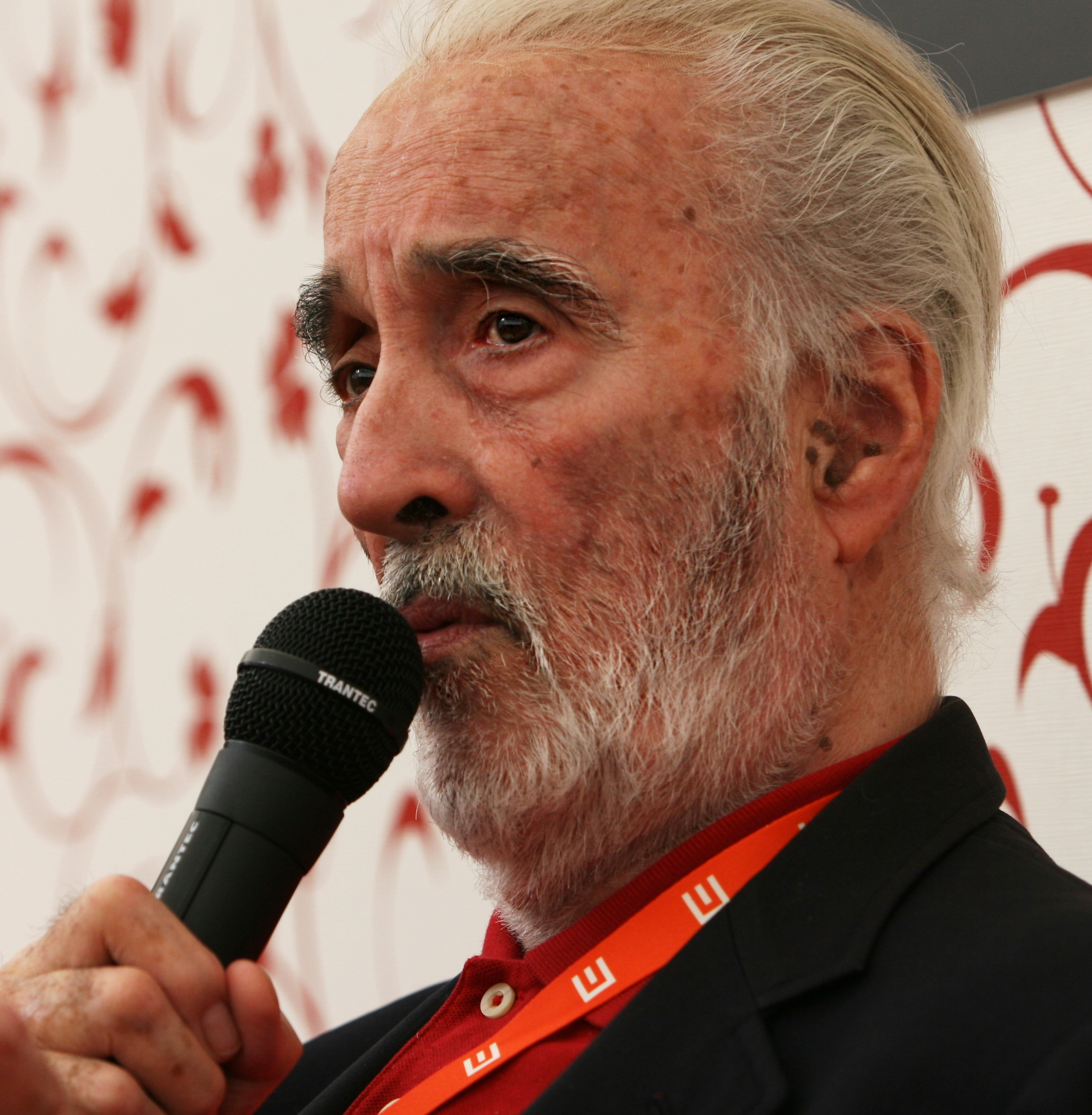
El actor Christopher Lee prestó su voz para doblar a Bárbol en dos canciones del grupo de música danés Tolkien Ensemble.

En 2003 Tolkien Ensemble publicó At Dawn in Rivendell, álbum que recoge una serie de canciones y poemas de El Señor de los Anillos versionados por el grupo de música danés. En él, el actor Christopher Lee interpreta a Bárbol y hace de narrador. Las dos canciones en las que interviene el personaje son «The Long List of the Ents», donde Lee tan sólo habla, y «Treebeard's Song», donde canta.
Bárbol también ha aparecido en la producción musical de El Señor de los Anillos dirigida por Matthew Warchus. En las representaciones que tuvieron lugar en Toronto (Canadá) durante el año 2006, el personaje fue interpretado por Shawn Wright, mientras que en aquellas del Teatro Drury Lane de Londres, donde se mudó el musical a mediados de 2007 tras una extensa reescritura, Michael Hobbs ocupó el papel de Bárbol.

### Juegos
Games Workshop elaboró una figura de Bárbol con los hobbits Merry y Pippin sobre él para su juego de miniaturas basado en la trilogía cinematográfica de El Señor de los Anillos. También aparece en las dos partes del videojuego El Señor de los Anillos: la batalla por la Tierra Media (2004 y 2006), donde es doblado por Bob Joles en la versión original inglesa. En la segunda parte puede ser invocado al elegir la raza de los elfos y tras construir el edificio que lleva por nombre «Cámara de los ents». Sus habilidades son las mismas en ambas partes:
| Nombre                     | Efecto                                                                                 |
| -------------------------- | -------------------------------------------------------------------------------------- |
| Ataque corto/largo alcance | Cambia entre estas dos modalidades. O bien golpea al objetivo o bien le lanza piedras. |
| Bombardero                 | Bombardea una zona lanzando piedras.                                                   |

## Estatua
A finales de la década de 1990, los habitantes de Moseley, en Birmingham, Reino Unido, sugirieron la posibilidad de rendir un homenaje a J. R. R. Tolkien por las conexiones entre el barrio y el escritor, quien vivió allí durante su infancia. David Guest, presidente del fórum de Moseley, se situó al frente de la planificación para levantar una estatua que sería esculpida por Tim Tolkien, nieto de Hilary Tolkien, hermano del escritor.
Construida de acero inoxidable recubierto de cobre, alcanzaría una altura de 25 pies y representaría al personaje de Bárbol caminando y llevando a los hermanos Hilary y John Ronald. Además, se grabarían en ella los nombres de los colaboradores que aportaran dinero al proyecto. Ante las reclamaciones presentadas porque podía distraer la atención de los conductores, la ubicación de la estatua fue trasladada y se redujo su altura, colocando también a los hermanos en el suelo en vez de siendo transportados por Bárbol. Finalmente, tras tres años de planificación, el ayuntamiento de Birmingham aprobó su realización el 1 de marzo de 2007 y la instalación comenzó en mayo de ese mismo año.